# بينكنيفيل
بينكنيفيل (إلينوي) (بالإنجليزية: Pinckneyville, Illinois)‏ هي مدينة تقع في الولايات المتحدة في إلينوي. يقدر عدد سكانها بـ 5,464 نسمة .

## التركيبة السكانية
حدّد مكتب تعداد الولايات المتحدة بيانات التركيبة السكانية لبينكنيفيل في تعداد الولايات المتحدة. في ما يلي، التركيبة السكانية حسب تعدادي 2000 و2010.

### تعداد عام 2000
بلغ عدد سكان بينكنيفيل 5,464 نسمة بحسب تعداد عام 2000، وبلغ عدد الأسر 1,504 أسرة وعدد العائلات 921 عائلة مقيمة في المدينة. في حين سجلت الكثافة السكانية 481.4 نسمة لكل كيلومتر مربع (1,246.8/ميل2). وبلغ عدد الوحدات السكنية 1,662 وحدة بمتوسط كثافة قدره 146.4 لكل كيلومتر مربع (379.2/ميل2).
وتوزع التركيب العرقي للمدينة بنسبة 71.25% من البيض و24.36% من الأمريكيين الأفارقة و0.16% من الأمريكيين الأصليين و0.20% من الأمريكيين ذوي الأصول الآسيوية و0.05% من سكان جزر المحيط الهادئ و3.77% من الأعراق الأخرى و0.20% من عرقين مختلطين أو أكثر و4.47% من الهسبانيون أو اللاتينيون من أي عرق.
بلغ عدد الأسر 1,504 أسرة كانت نسبة 28% منها لديها أطفال تحت سن الثامنة عشر تعيش معهم، وبلغت نسبة الأزواج القاطنين مع بعضهم البعض 47.3% من أصل المجموع الكلي للأسر، ونسبة 11.3% من الأسر كان لديها معيلات من الإناث دون وجود شريك،  بينما كانت نسبة 2.6% من الأسر لديها معيلون من الذكور دون وجود شريكة وكانت نسبة 38.8% من غير العائلات. تألفت نسبة 35.9% من أصل جميع الأسر من عدة أفراد يعيشون في نفس المنزل ونسبة 18.8% كانت تتألف من شخص يعيش بمفرده يبلغ من العمر 65 عاماً أو أكثر. وبلغ متوسط حجم الأسرة المعيشية 2.23، أما متوسط حجم العائلات فبلغ 2.90.
بلغ العمر الوسطي للسكان 35.0 عاماً. وكانت نسبة 13.9% من القاطنين تحت سن الثامنة عشر، وكانت نسبة 5.3% بين الثامنة عشر والرابعة والعشرين عاماً، ونسبة 16.1% كانت واقعةً في الفئة العمرية ما بين الخامسة والعشرين والرابعة والأربعين عاماً، ونسبة 13.8% كانت ما بين الخامسة والأربعين والرابعة والستين، ونسبة 12.2% كانت ضمن فئة الخامسة والستين عاماً فما فوق. يوجد لكل 100 أنثى 84.7 ذكر، ويوجد لكل 100 أنثى في الثامنة عشر من عمرها فما فوق 80.4 ذكر.
بلغ متوسط دخل الأسرة في المدينة 30,391 دولارًا، أما متوسط دخل العائلة فبلغ 41,574 دولارًا. وكان متوسط دخل الذكور 23,402 دولارًا مقابل 21,848 دولارًا للإناث. وسجل دخل الفرد الخاص بالمدينة 15,601 دولارًا. وكانت نسبة 8.2% من العائلات ونسبة 11% من السكان تحت خط الفقر، وكان من هؤلاء نسبة 14.2% تحت سن الثامنة عشر ونسبة 12.1% في الخامسة والستين من العمر وما فوق.

### تعداد عام 2010
بلغ عدد سكان بينكنيفيل 5,648 نسمة بحسب تعداد عام 2010، وبلغ عدد الأسر 1,478 أسرة وعدد العائلات 871 عائلة مقيمة في المدينة. في حين سجلت الكثافة السكانية 497.6 نسمة لكل كيلومتر مربع (1,288.8/ميل2). وبلغ عدد الوحدات السكنية 1,666 وحدة بمتوسط كثافة قدره 146.8 لكل كيلومتر مربع (380.2/ميل2).
وتوزع التركيب العرقي للمدينة بنسبة 67.39% من البيض و25.23% من الأمريكيين الأفارقة و0.27% من الأمريكيين الأصليين و0.46% من الأمريكيين ذوي الأصول الآسيوية و0.02% من سكان جزر المحيط الهادئ و5.86% من الأعراق الأخرى و0.78% من عرقين مختلطين أو أكثر و7.21% من الهسبانيون أو اللاتينيون من أي عرق.
بلغ عدد الأسر 1,478 أسرة كانت نسبة 28.1% منها لديها أطفال تحت سن الثامنة عشر تعيش معهم، وبلغت نسبة الأزواج القاطنين مع بعضهم البعض 43.6% من أصل المجموع الكلي للأسر، ونسبة 11.3% من الأسر كان لديها معيلات من الإناث دون وجود شريك،  بينما كانت نسبة 4.1% من الأسر لديها معيلون من الذكور دون وجود شريكة وكانت نسبة 41.1% من غير العائلات. تألفت نسبة 36.9% من أصل جميع الأسر من عدة أفراد يعيشون في نفس المنزل ونسبة 18.7% كانت تتألف من شخص يعيش بمفرده يبلغ من العمر 65 عاماً أو أكثر. وبلغ متوسط حجم الأسرة المعيشية 2.22، أما متوسط حجم العائلات فبلغ 2.91.
بلغ العمر الوسطي للسكان 35.0 عاماً. وكانت نسبة 13.7% من القاطنين تحت سن الثامنة عشر، وكانت نسبة 16% بين الثامنة عشر والرابعة والعشرين عاماً، ونسبة 36.7% كانت واقعةً في الفئة العمرية ما بين الخامسة والعشرين والرابعة والأربعين عاماً، ونسبة 21.6% كانت ما بين الخامسة والأربعين والرابعة والستين، ونسبة 12.1% كانت ضمن فئة الخامسة والستين عاماً فما فوق. وتوزع التركيب الجنسي للسكان بنسبة 68.8% ذكور و31.2% إناث.